# 48.ª Divisão de Infantaria (Alemanha)
A 48ª Divisão de Infantaria (em alemão:48. Infanterie-Division) foi uma unidade militar que serviu no Exército alemão durante a Segunda Guerra Mundial.

## Comandantes
| Comandante                  | Data                                          |
| --------------------------- | --------------------------------------------- |
| Generalleutnant Karl Casper | 1 de fevereiro de 1944 - 1 de outubro de 1944 |
| Generalmajor Gerhard Kegler | 1 de outubro de 1944 - ? de outubro de 1944   |
| Oberst Arnold Scholz        | ? de outubro de 1944 - ? de novembro de 1944  |
| Reformada                   |                                               |
| Generalleutnant Karl Casper | 30 de janeiro de 1945 - 8 de maio de 1945     |

## Área de operações
| Bélgica    | janeiro de 1944 - agosto de 1944    |
| França     | agosto de 1944 - setembro de 1944   |
| Luxemburgo | setembro de 1944 - novembro de 1944 |
| Reformada  |                                     |
| Áustria    | janeiro de 1945 - maio de 1945      |